# Loretta Ables-Sayre
Loretta Ables Sayre (Stockton (California), 1º aprile 1958) è un'attrice e cantante statunitense, che è nota per aver eseguito vari standard jazz in hotel di lusso alle Hawaii. Durante la sua carriera, Ables Sayre si è esibita in alcuni musical e ha recitato come guest star in diversi programmi televisivi, lavorando anche in spot pubblicitari.
È nota soprattutto per aver recitato nel ruolo di Bloody Mary nel revival del 2007 del musical South Pacific con Kelli O'Hara e Matthew Morrison. Per la sua performance, nel 2008, è stata candidata al Tony Award alla miglior attrice non protagonista in un musical e ha vinto il Theatre World Award.